# Episodi di Alfred Hitchcock presenta (serie televisiva 1955) (quarta stagione)
La quarta stagione della serie televisiva Alfred Hitchcock presenta è composta da 36 episodi, trasmessi per la prima volta negli Stati Uniti sulla CBS tra il 5 ottobre 1958 e il 21 giugno 1959. Sempre negli Stati Uniti, la stagione si posizionò al 24º posto nei rating Nielsen di fine anno con il 26,8% di penetrazione e con una media superiore agli 11 milioni di spettatori.
| n° | Titolo originale              | Titolo italiano                        | Prima TV USA     | Prima TV Italia |
| -- | ----------------------------- | -------------------------------------- | ---------------- | --------------- |
| 1  | Poison                        | Un peso sullo stomaco aka Veleno       | 5 ottobre 1958   |                 |
| 2  | Don't Interrupt               | inedito                                | 12 ottobre 1958  | inedito         |
| 3  | The Jokester                  | inedito                                | 19 ottobre 1955  | inedito         |
| 4  | The Crooked Road              | Eccesso di velocità                    | 26 ottobre 1958  |                 |
| 5  | The $2,000,000 Defense        | Una parcella di due milioni di dollari | 2 novembre 1958  |                 |
| 6  | Design for Loving             | inedito                                | 9 novembre 1958  | inedito         |
| 7  | Man with a Problem            | Sull'orlo del precipizio               | 16 novembre 1958 | inedito         |
| 8  | Safety for the Witness        | Un testimonio da salvare               | 23 novembre 1958 |                 |
| 9  | Murder Me Twice               | Il delitto di Dora Evans               | 7 dicembre 1958  |                 |
| 10 | Tea Time                      | inedito                                | 14 dicembre 1958 | inedito         |
| 11 | And the Desert Shall Blossom  | inedito                                | 21 dicembre 1958 | inedito         |
| 12 | Mrs. Herman and Mrs. Fenimore | L'eredità dello zio Bill               | 28 dicembre 1958 | 28 gennaio 1961 |
| 13 | Six People, No Music          | inedito                                | 4 gennaio 1959   | inedito         |
| 14 | The Morning After             | inedito                                | 11 gennaio 1959  | inedito         |
| 15 | A Personal Matter             | inedito                                | 18 gennaio 1959  | inedito         |
| 16 | Out There - Darkness          | La vendetta                            | 25 gennaio 1959  |                 |
| 17 | Total Loss                    | inedito                                | 1º febbraio 1959 | inedito         |
| 18 | The Last Dark Step            | inedito                                | 8 febbraio 1959  | inedito         |
| 19 | The Morning of the Bride      | inedito                                | 15 febbraio 1959 | inedito         |
| 20 | The Diamond Necklace          | Tradizione di famiglia                 | 22 febbraio 1959 |                 |
| 21 | Relative Value                | inedito                                | 1º marzo 1959    | inedito         |
| 22 | The Right Price               | Un uomo d'affari                       | 8 marzo 1959     |                 |
| 23 | I'll Take Care of You         | inedito                                | 15 marzo 1959    | inedito         |
| 24 | The Avon Emeralds             | inedito                                | 22 marzo 1959    | inedito         |
| 25 | The Kind Waitress             | inedito                                | 29 marzo 1959    | inedito         |
| 26 | Cheap Is Cheap                | Un marito avaro                        | 5 aprile 1959    |                 |
| 27 | The Waxwork                   | inedito                                | 12 aprile 1959   | inedito         |
| 28 | The Impossible Dream          | inedito                                | 19 aprile 1959   | inedito         |
| 29 | Banquo's Chair                | L'ospite d'onore                       | 3 maggio 1959    |                 |
| 30 | A Night with the Boys         | La coscienza                           | 10 maggio 1959   |                 |
| 31 | Your Witness                  | inedito                                | 17 maggio 1959   | inedito         |
| 32 | Human Interest Story          | inedito                                | 24 maggio 1959   | inedito         |
| 33 | The Dusty Drawer              | Il cassetto nascosto                   | 31 maggio 1959   |                 |
| 34 | A True Account                | inedito                                | 7 giugno 1959    | inedito         |
| 35 | Touché                        | inedito                                | 14 giugno 1959   | inedito         |
| 36 | Invitation to an Accident     | inedito                                | 21 giugno 1959   | inedito         |

## Un peso sullo stomaco
- Titolo originale: Poison
- Diretto da: Alfred Hitchcock
- Scritto da: Casey Robinson (sceneggiatura) e Roald Dahl (soggetto)

### Trama
Harry Pope, sudato e sull'orlo di una crisi, rifiuta di muoversi dal letto, sostenendo che sotto le coperte ci sia un serpente velenoso che gli dorme sullo stomaco. Il suo amico Timber Woods chiama un dottore, ma non crede al serpente e per questo prende in giro Harry. Quando il dottore arriva, aiutano Harry ad alzarsi e non c'è nessun serpente da vedere. Timber prende in giro Harry per la sua paura, ma non appena il dottore se ne va, Timber viene morso e ucciso dal serpente che esisteva davvero.
- Interpreti: Wendell Corey (Timber Woods), James Donald (Harry Pope).

## Don't Interrupt
- Diretto da: Robert Stevens
- Scritto da: Sidney Carroll

### Trama
I Templeton sono su un treno con il loro giovane figlio, Johnny, che hanno difficoltà a controllare. I Templeton offrono a Johnny un dollaro d'argento se riesce a stare tranquillo per 10 minuti mentre l'anziano cowboy Kilmer racconta una storia. Quando il treno si ferma, Johnny vede un uomo fuori dal finestrino, preso dalla bufera di neve e che chiede aiuto, ma Johnny non può parlare, avendo promesso di non farlo.
- Interpreti: Chill Wills (signor Kilmer), Cloris Leachman (Mary Templeton), Peter Lazer (Johnny Templeton), Biff McGuire (Larry Templeton).

## The Jokester
- Diretto da: Arthur Hiller
- Scritto da: Bernard C. Schoenfeld (sceneggiatura) e Robert Arthur (soggetto)

### Trama
Il burlone Bradley fa uno scherzo al confuso assistente dell'obitorio Pop Henderson fingendo di essere un cadavere e "prendendo vita". Quando Bradley viene successivamente portato all'obitorio presumibilmente morto (ma in realtà solo paralizzato), Pop si rifiuta di credere che il gemito di Bradley sia reale e lo mette nel congelatore.
- Interpreti: Albert Salmi (signor Bradley), James Coburn (Andrews), Roscoe Ates (Pop Henderson).

## Eccesso di velocità
- Titolo originale: The Crooked Road
- Diretto da: Paul Henreid
- Scritto da: William Fay (sceneggiatura) e Alex Gaby (soggetto)

### Trama
Durante un viaggio in macchina, i signori Adams si trovano davanti un'auto della polizia che sta viaggiando molto piano così decidono di superarla, ma vengono immediatamente inseguiti e buttati fuori strada. Il poliziotto, con fare aggressivo e prepotente, sostiene che la coppia aveva superato il limite dei cinquanta, ma il signor Adams protesta che non è vero. Quando la discussione diventa sempre più accesa e il poliziotto sempre più violento...
- Interpreti: Richard Kiley (signor Adams), Walter Matthau (poliziotto), Patricia Breslin (signora Adams)

## Una parcella di due milioni di dollari
- Titolo originale: The $2,000,000 Defense
- Diretto da: Norman Lloyd
- Scritto da: William Fay (sceneggiatura) e Harold Q. Masur (soggetto)

### Trama
Lloyd Ashley è accusato di aver ucciso l'amante di sua moglie Eve e offre al suo avvocato Mark Robeson 2 milioni di dollari se riesce a fargli ottenere l'assoluzione. Mark ci riesce, ma non appena Ashley viene rilasciato, spara a Mark perché anche lui aveva avuto una relazione con Eve.
- Interpreti: Barry Sullivan (Mark Robeson), Leslie Nielsen (Lloyd Ashley).

## Design for Loving
- Diretto da: Robert Stevens
- Scritto da: Ray Bradbury

### Trama
Charles Brailing è stanco di sua moglie, Lydia, ma per fortuna ha un robot identico a lui creato da Marionettes,Inc. che prende il suo posto quando vuole scappare. Il robot di Charles sviluppa sentimenti per Lydia e si rivolge a Charles, prendendo il suo posto in modo permanente.
- Interpreti: Norman Lloyd (Charles Brailing), Marian Seldes (Lydia Brailing).

## Man with a Problem
- Diretto da: Robert Stevens
- Scritto da: Joel Murcott (sceneggiatura) e Donald Honig (soggetto)

### Trama
Carl esce da una finestra sul cornicione di un hotel grattacielo di Chicago. È sconsolato per la recente morte di sua moglie Karen; la donna si è suicidata con un'overdose di pillole quando il suo amante l'ha abbandonata. Dopo alcune battute, il poliziotto di turno si unisce a Carl sul cornicione per salvarlo, ma questo si rivela per realizzare il complotto di Carl: questo agente di polizia è Steve, l'amante di Karen; l'aveva di recente respinta accelerando il suo suicidio. Una volta che Carl è assicurato da un lazo di corda, racconta a Steve del suo piano e di chi è "realmente", quindi spinge Steve giù dal cornicione uccidendolo.
- Interpreti: Gary Merrill (Carl Adams), Elizabeth Montgomery (Karen Adams).

## Un testimonio da salvare
- Titolo originale: Safety for the Witness
- Diretto da: Norman Lloyd
- Scritto da: William Fay (sceneggiatura) e John De Meyer (soggetto)

### Trama
1927. Il mite proprietario di un negozio di armi Cyril T. Jones assiste all'omicidio di una coppia di gangster ricercati. Diffidente nei confronti della capacità della polizia di proteggerlo, Jones uccide gli assassini dei gangster con un fucile e si consegna. I poliziotti, temendo che la loro reputazione venga rovinata dai risultati di Jones, si rifiutano di arrestarlo.
- Interpreti: Art Carney (Cyril T. Jones).

## Il delitto di Dora Evans
- Titolo originale: Murder Me Twice
- Diretto da: David Swift
- Scritto da: Irving Elman (sceneggiatura) e Lawrence Treat (soggetto)

### Trama
A una cena, l'ipnotizzatore Miles Farnham dimostra le sue abilità su Lucy Pryor. La donna inizia a parlare in un inglese vecchio stile, afferma di essere "Dora Evans" e uccide suo marito con un paio di forbici. Durante l'interrogatorio, Farnham insiste sul fatto che Lucy fosse abitata dallo spirito di Dora Evans, una donna realmente esistita che uccise suo marito nel 1853. Farnham ipnotizza Lucy per dimostrarlo, ma durante la testimonianza "Dora" accoltella Farnham, uccidendolo. Lucy viene liberata e quando un giornalista le chiede se ha pianificato tutto, lei risponde: "Non vorresti saperlo".
- Interpreti: Phyllis Thaxter (Lucy Pryor), Tom Helmore (Miles Farnham), Alan Marshal (William Pryor).

## Tea Time
- Diretto da: Robert Stevens
- Scritto da: Kathleen Hite (sceneggiatura) e Margaret Manners (soggetto)

### Trama
Blanche Herbert invita Iris Teleton a prendere un tè in un ristorante elegante. Blanche e il marito di Iris, Oliver, hanno una relazione da un po' di tempo e ora vuole che Iris conceda il divorzio a suo marito. Iris rifiuta categoricamente, ma sembra che anche lei una volta abbia avuto un amante, un fatto che Blanche è ovviamente disposta a usare a suo vantaggio. Per rappresaglia, Iris uccide Blanche, sperando di incastrare Oliver per l'omicidio. Tuttavia, Iris è stata vista da un investigatore privato assunto da Oliver che sta ancora progettando di divorziare da Iris per un'altra amante più giovane.
- Interpreti: Margaret Leighton (Iris Teleton), Marsha Hunt (Blanche Herbert).

## And the Desert Shall Blossom
- Diretto da: Arthur Hiller
- Scritto da: Bernard C. Schoenfeld (sceneggiatura) e Loren Good (soggetto)

### Trama
I cowboy anziani Tom Akins e Ben White rischiano di essere portati via dalla loro proprietà nel deserto dal consiglio comunale. Una notte, un criminale irrompe a casa loro e li minaccia con una pistola, ma i cowboy riescono ad ucciderlo. Un mese dopo, quando lo sceriffo Jeff arriva per ispezionare la proprietà, Akins e White sfoggiano con orgoglio un lussureggiante cespuglio di rose, cresciuto segretamente usando il corpo del criminale come fertilizzante, dimostrando così la fertilità della loro terra e permettendo loro di rimanere.
- Interpreti: William Demarest (Tom Akins), Ben Johnson (sceriffo Jeff), Roscoe Ates (Ben White).

## L'eredità dello zio Bill
- Titolo originale: Mrs. Herman and Mrs. Fenimore
- Diretto da: Arthur Hiller
- Scritto da: Robert C. Dennis (sceneggiatura) e Donald Honig (soggetto)

### Trama
La signora Herman ha un piano per uccidere il suo ricco, ma paranoico zio Bill Finley, ma ha bisogno di un complice. Sceglie la signora Fenimore, un'ex-attrice che accetta il piano dietro compenso. Dopo l'omicidio, la signora Fenimore rivela di aver sposato segretamente Finley prima della sua morte e che erediterà la sua fortuna al posto della signora Herman.
- Interpreti: Mary Astor (signora Fenimore), Russell Collins (Bill Finley), Doro Merande (signora Herman).

## Six People, No Music
- Diretto da: Norman Lloyd
- Scritto da: Richard Berg (sceneggiatura) e Garson Kanin (soggetto)

### Trama
Il becchino Arthur Motherwell è scioccato quando l'uomo d'affari Stanton C. Barryvale, recentemente scomparso, si sveglia brevemente nell'impresa di pompe funebri per chiedere che il suo funerale sia semplice ed economico. Dopo aver discusso la questione con sua moglie, Motherwell decide invece di seguire le istruzioni dell'avvocato di Barryvale per un sontuoso funerale.
- Interpreti: John McGiver (Arthur Motherwell), Peggy Cass (Rhoda Motherwell).

## The Morning After
- Diretto da: Herschel Daugherty
- Scritto da: Rose Simon Kohn (sceneggiatura) e Henry Slesar (soggetto)

### Trama
La signora Trotter non è contenta che sua figlia Sharon abbia una relazione con l'uomo d'affari sposato Ben Nelson. La signora Trotter fa appello alla moglie di Ben, la signora Nelson, rivelandole la relazione. Quella notte Ben uccide sua moglie e chiama Sharon per impostare il suo alibi, ma la signora Trotter risponde alla telefonata e fornisce deliberatamente a Sharon le informazioni sbagliate in modo che Ben vada in prigione.
- Interpreti: Robert Alda (Ben Nelson), Jeanette Nolan (signora Trotter), Dorothy Provine (Sharon Trotter).

## A Personal Matter
- Diretto da: Paul Henreid
- Scritto da: Joel Murcott (sceneggiatura) e Brett Halliday (soggetto)

### Trama
Joe Philips è l'ingegnere capo del progetto di una galleria in Messico, e Bret Johnson arriva misteriosamente come suo assistente per le ultime sei settimane del progetto. Una notte Philips sente un telegiornale radiofonico su una caccia all'uomo in corso di un ingegnere che ha ucciso il suo collega; questo spinge Philips a cercare tra le cose di Johnson per scoprire la sua vera identità, ma viene fermato quando Johnson gli punta una pistola. Dal momento che non c'è modo di lasciare il sito per sei settimane, gli uomini lavorano insieme per finire il lavoro, nonostante i loro sospetti reciproci. La galleria viene completata un giorno prima della scadenza e viene rivelato che Philips è l'assassino e Johnson l'ufficiale di polizia che si è recato lì per arrestarlo.
- Interpreti: Wayne Morris (Bret Johnson), Joe Maross (Joe Philips).

## La vendetta
- Titolo originale: Out There - Darkness
- Diretto da: Paul Henreid
- Scritto da: Bernard C. Schoenfeld (sceneggiatura) e William O'Farrell (soggetto)

### Trama
La ricca signora Fox vive sola con la sua cagnolina, l'unico suo amico è il portiere, Eddie, a cui affida l'animale per le passeggiate. La regolare paga per il servizio è di cinque dollari, ma Eddie ha bisogno di molti soldi per coprire le cure mediche della fidanzata. Quando la signora Fox viene rapinata in strada da un uomo col viso coperto, la cui presenza non sembra disturbare il cane, Eddie diventa il primo sospettato.
- Interpreti: Bette Davis (signora Fox), James Congdon (Eddie)

## Total Loss
- Diretto da: Don Taylor
- Scritto da: Robert Lees

### Trama
Quando Jan Manning inizia ad avere problemi finanziari con il suo negozio di abbigliamento, il suo amico Mel Reeves si offre di dare fuoco al negozio in modo che possa riscuotere l'assicurazione. Dopo che il negozio è andato a fuoco, Jan confessa all'investigatore assicurativo il piano del suo amico. Tuttavia, l'investigatore ha scoperto che la fonte del fuoco era il bollitore surriscaldato di Jan. Jan si rende conto che è stato davvero un incidente, ma l'investigatore non le crede.
- Interpreti: Nancy Olson (Jan Manning), Ralph Meeker (Mel Reeves).

## The Last Dark Step
- Diretto da: Herschel Daugherty
- Scritto da: William Fay (sceneggiatura) e Margaret Manners (soggetto)

### Trama
Brad Taylor vuole sposare la sua nuova ragazza Janice Wright, ma l'altra sua ragazza, Leslie Lenox, si rifiuta di lasciarlo andare. Brad porta Leslie a nuotare e la annega nell'oceano, ma quando torna a casa viene arrestato per l'omicidio di Janice, che Leslie ha accoltellato a morte.
- Interpreti: Robert Horton (Brad Taylor), Fay Spain (Leslie Lenox).

## The Morning of the Bride
- Diretto da: Arthur Hiller
- Scritto da: Kathleen Hite (sceneggiatura) e Neil S. Boardman (soggetto)

### Trama
Helen Brewster è frustrata dal fatto che il suo ragazzo Philip Pryor abbia ritardato il loro matrimonio per anni con la scusa che sua madre non sta bene. Quando finalmente si sposano, Helen scopre che la madre di Philip è morta da anni, ma Philip nella sua follia crede che sia ancora viva.
- Interpreti: Barbara Bel Geddes (Helen Brewster), Don Dubbins (Philip Pryor).

## Tradizione di famiglia
- Titolo originale: The Diamond Necklace
- Diretto da: Herschel Daugherty
- Scritto da: Sarett Rudley

### Trama
Andrew Thurgood, l'ultimo di una vera e propria dinastia di impiegati alla gioielleria Maynard, è deciso a chiudere in bellezza a poche ore dalla pensione vendendo la collana di diamanti più costosa del negozio. I suoi piani andranno molto male.
- Interpreti: Claude Rains (Andrew Thurgood), Betsy von Furstenberg (cliente)

## Relative Value
- Diretto da: Paul Almond
- Scritto da: Francis M. Cockrell (sceneggiatura) e Milward Kennedy (soggetto)

### Trama
John Manbridge complotta per uccidere suo cugino Felix nella speranza di ereditare la sua fortuna. Felix, che è segretamente malato terminale, si suicida con del whisky avvelenato, e anche John beve inconsapevolmente il whisky avvelenato, uccidendosi anche lui.
- Interpreti: Denholm Elliott (John Manbridge), Torin Thatcher (Felix Edward Manbridge).

## Un uomo d'affari
- Titolo originale: The Right Price
- Diretto da: Arthur Hiller
- Scritto da: Bernard C. Schoenfeld (sceneggiatura) e Henry Slesar (soggetto)

### Trama
Mort Barnhardt, marito infelice, scopre durante la notte un ladro in casa, il cui nome è "Il Gatto". Invece di chiamare la polizia, Mort decide di offrire al Gatto 3.500 dollari per uccidere sua moglie Jocelyn, ma lei fa una controfferta di 5.000 dollari, quindi il Gatto uccide Mort.
- Interpreti: Eddie Foy Jr. (il Gatto), Allyn Joslyn (Mort Barnhardt).

## I'll Take Care of You
- Diretto da: Robert Stevens
- Scritto da: William Fay (sceneggiatura) e George Clayton Johnson (soggetto)

### Trama
John Forbes investe sua moglie con la sua macchina e copre l'omicidio con l'aiuto del suo fedele assistente, Dad. Dad spera che John si prenda cura di lui, ma John lo incastra per l'omicidio.
- Interpreti: Ralph Meeker (John Forbes), Russell Collins (Dad), Elisabeth Fraser (Dorothy Forbes).

## The Avon Emeralds
- Diretto da: Bretaigne Windust
- Scritto da: William Fay (sceneggiatura) e Joe Pidcock (soggetto)

### Trama
L'ispettore Benson ha il compito di impedire a Lady Gwendolyn Avon di contrabbandare la sua collana di smeraldi fuori dal paese. Lady Avon ostacola Benson e i suoi ufficiali ad ogni turno e riesce a lasciare il paese senza la collana addosso. Tuttavia, Benson e Avon sono segretamente amanti e Benson ha portato la collana per lei.
- Interpreti: Roger Moore (ispettore Benson), Hazel Court (lady Gwendolyn Avon), Alan Napier (sir Charles Harrington).

## The Kind Waitress
- Diretto da: Paul Henreid
- Scritto da: William O'Farrell (sceneggiatura) e Henry Slesar (soggetto)

### Trama
Thelma, cameriera in un hotel, viene a sapere di essere nel testamento della sua ricca cliente abituale, Sara Mannerheim, che ha smesso di prendere le sue medicine in attesa della morte. Il fidanzato di Thelma, Arthur, suggerisce di accelerare le cose avvelenando lentamente Sara con l'anatina, un estratto di foglie. Dopo sei mesi senza risultati, una notte Thelma strangola a morte Sara per la frustrazione. Durante l'indagine, viene rivelato che il medico di Sara le aveva prescritto l'anatina per le sue condizioni cardiache e Thelma l'aveva inavvertitamente tenuta in vita.
- Interpreti: Rick Jason (Arthur), Olive Deering (Thelma Tompkins), Celia Lovsky (Sara Mannerheim).

## Un marito avaro
- Titolo originale: Cheap Is Cheap
- Diretto da: Bretaigne Windust
- Scritto da: Albert E. Lewin e Burt Styler

### Trama
Alexander Gifford, un uomo spaventosamente avaro, si trova costretto per la prima volta in vita sua a spendere del denaro, la moglie infatti è stufa di vivere di stenti e gli impone due condizioni, entrambe costose: il divorzio oppure vivere come si deve. L'unica soluzione per salvaguardare il patrimonio sembra essere quella di sbarazzarsi della moglie, ad ogni costo; forse non proprio ad ogni costo.
- Interpreti: Dennis Day (Alexander Gifford), Alice Backes (signora Gifford).

## The Waxwork
- Diretto da: Robert Stevens
- Scritto da: Casey Robinson (sceneggiatura) e A.M. Burrage (soggetto)

### Trama
Il giornalista Raymond Houston pernotta in un museo delle cere per scrivere un articolo importante. Raymond, che soffre di claustrofobia, ha allucinazioni che una delle figure di cera sia viva e viene trovato morto la mattina successiva.
- Interpreti: Everett Sloane (signor Marriner), Barry Nelson (Raymond Houston).

## The Impossible Dream
- Diretto da: Robert Stevens
- Scritto da: Meade Roberts (sceneggiatura) e John Lindsey (soggetto)

### Trama
L'ex attore Oliver Mathews viene ricattato da Grace Dolan per una relazione che ha avuto con la defunta figlia di Grace. Avendone avuto abbastanza, Oliver uccide Grace. L'assistente di Oliver, la signorina Hall, che è innamorata di Oliver ma è stata respinta per anni, viene a sapere dell'omicidio e gli chiede di avere una relazione con lei per impedirle di rivolgersi alle autorità.
- Interpreti: Franchot Tone (Oliver Mathews), Carmen Mathews (signorina Hall), Mary Astor (Grace Dolan).

## L'ospite d'onore
- Titolo originale: Banquo's Chair
- Diretto da: Alfred Hitchcock
- Scritto da: Francis M. Cockrell (sceneggiatura) e Rupert Croft-Cooke (soggetto)

### Trama
23 ottobre 1903, Londra. L'ex-ispettore di Scotland Yard Brent organizza una cena nella vecchia villa dei Bedford, nella quale la facoltosa signora Bedford fu uccisa. Tra gli invitati vi è anche il sospettato numero uno, John Bedford, il nipote della vittima; Brent spera che il ritorno nella casa lo suggestioni a tal punto da farlo confessare. John, inizialmente calmo e disinvolto, diventerà isterico durante la cena, asserendo di vedere uno spettro.
- Interpreti: John Williams (Brent), Kenneth Haigh (John Bedford).

## La coscienza
- Titolo originale: A Night with the Boys
- Diretto da: John Brahm
- Scritto da: Bernard C. Schoenfeld (sceneggiatura), Henry Slesar e Jay Folb (soggetto)

### Trama
Dopo aver perso tutti i guadagni della settimana, Irving Randall simula un'aggressione e una rapina ai suoi danni, così da non dover rivelare niente alla moglie. Al suo ritorno a casa, Irving viene forzato a denunciare il furto, fiducioso che nessuno venga arrestato, ma a pochi minuti dalla denuncia la polizia lo chiama: hanno arrestato il colpevole.
- Interpreti: John Smith (Irving Randall), Joyce Meadows (Frances Randall)

## Your Witness
- Diretto da: Norman Lloyd
- Scritto da: William Fay (sceneggiatura) e Helen Nielsen (soggetto)

### Trama
Arnold Shawn è uno spietato avvocato difensore che usa le sue capacità di argomentare per reprimere sua moglie Naomi e difendere il suo tradimento su di lei. Quando Arnold si rifiuta di divorziare da Naomi, lei lo investe con la sua macchina, uccidendolo. L'unico testimone dell'"incidente" è Henry Babcock, un uomo di cui Arnold aveva appena distrutto la credibilità come testimone oculare in tribunale.
- Interpreti: Brian Keith (Arnold Shawn), Leora Dana (Naomi Shawn).

## Human Interest Story
- Diretto da: Norman Lloyd
- Scritto da: Fredric Brown

### Trama
Il giornalista Bill Everett intervista un uomo angosciato che afferma di essere un marziano di nome Yangan Dall. Yangan dice a Bill come tutti gli altri marziani sono scomparsi un giorno e, quando ha indagato, ha trovato una macchina che lo ha trasportato sulla Terra, all'interno di un corpo umano. Quando il gentile Yangan suggerisce di raccontare a tutti la sua storia, Bill lo uccide. Anche Bill è un marziano, ma fa parte di una forza d'invasione che cerca di conquistare la Terra.
- Interpreti: Steve McQueen (Bill Everett), Arthur Hill (Howard Wilcox).

## Il cassetto nascosto
- Titolo originale: The Dusty Drawer
- Diretto da: Herschel Daugherty
- Scritto da: Halsted Welles (sceneggiatura) e Harry Miles Muheim (soggetto)

### Trama
Norman Logan tormenta da mesi William Tritt, un banchiere, per farsi restituire i 200 dollari che Tritt ha erroneamente preso dal suo conto in banca, ma senza successo. Frustrato, Logan compie una serie di scherzi per far perdere a Tritt la sua credibilità in banca. L'ultimo atto di Logan è quello di rapinare la banca di 10.000 dollari, furto di cui Tritt è accusato. Successivamente, Logan restituisce i soldi a nome di Tritt, ad eccezione di 200 dollari per recuperare i soldi che Tritt gli aveva preso.
- Interpreti: Dick York (Norman Logan), Philip Coolidge (William Tritt).

## A True Account
- Diretto da: Leonard Horn
- Scritto da: Fredric Brown, Robert C. Dennis (sceneggiatura) e Anthony Gilbert (soggetto)

### Trama
La signora Cannon-Hughes fa visita a un avvocato, Paul Brett, per parlargli dei suoi sospetti che suo marito Gilbert Hughes abbia ucciso la sua prima moglie. Poco dopo, Gilbert muore, presumibilmente per suicidio. La signora Cannon e Brett iniziano una relazione e si sposano, ma quando Brett scopre accidentalmente che la signora Cannon ha ucciso sia Gilbert che la sua prima moglie, la signora Cannon uccide anche lui.
- Interpreti: Jane Greer (signora Cannon-Hughes), Kent Smith (Gilbert Hughes), Robert Webber (Paul Brett).

## Touché
- Diretto da: John Brahm
- Scritto da: William Fay (sceneggiatura) e Bryce Walton (soggetto)

### Trama
Bill Fleming è sconvolto dal fatto che sua moglie, Laura, lo tradisca con un uomo di nome Baxter. Il nuovo amico di Bill, Phil, spiega una legge californiana sui duelli che potrebbe funzionare a suo favore, quindi Bill sfida Baxter a duello e lo uccide. Bill viene assolto, ma deve pagare una grossa indennità all'unico figlio di Baxter per tutta la vita. Bill viene quindi a sapere che Phil è il figlio di Baxter ed è anche l'amante di Laura; Phil e Laura hanno complottato insieme per guadagnare i soldi di Bill e togliere Baxter di mezzo.
- Interpreti: Paul Douglas (Bill Fleming), Hugh Marlowe (Baxter), Robert Morse (Phil).

## Invitation to an Accident
- Diretto da: Don Taylor
- Scritto da: Robert C. Dennis (sceneggiatura) e Whit Masterson (soggetto)

### Trama
Albert Martin teme che la sua buona amica, Virgilia Pond, venga uccisa dal marito geloso, Joseph Pond, a causa della sua relazione con il suo ex. Albert va a pescare con Joseph per metterlo in guardia, ma Joseph affronta Albert per primo, rivelando che Albert è stato avvelenato. Mentre Albert sta morendo, piange e dice a Joseph che ha sbagliato uomo.
- Interpreti: Gary Merrill (Joseph Pond), Joanna Moore (Virgilia Pond).